# Чемпионат России по биатлону 2016/2017
Чемпионат России по биатлону сезона 2016/2017 прошёл в несколько этапов с января по апрель 2017 года. Были разыграны медали в семи индивидуальных и пяти командных дисциплинах. Титул чемпиона России в индивидуальной гонке в этом сезоне не разыгрывался на «Ижевской винтовке», как в предыдущие несколько лет, а был разыгран в марте 2017 года в Увате.

## Этапы
- Уфа

1. Суперпасьют (мужчины, женщины)
2. Командная гонка (мужчины, женщины)

- Новосибирск «Приз памяти Е. Д. Глинского»

1. Патрульная гонка (мужчины, женщины)

- Уват Чемпионат России

1. Спринт (мужчины, женщины)
2. Гонка преследования (мужчины, женщины)
3. Индивидуальная гонка (мужчины, женщины)
4. Одиночная смешанная эстафета
5. Смешанная эстафета

- Тюмень Чемпионат и финал Кубка России

1. Эстафета (мужчины, женщины)
2. Масс-старт (мужчины, женщины)
3. Суперспринт (мужчины, женщины)
4. Марафон (мужчины, женщины)

## Результаты
| Гонка                                                                                      | Мужчины | Женщины |
| Суперпасьют Уфа 1. 26 января 2017 Мужчины: 7,5 км 2. 26 января 2017 Женщины: 6 км          | 1. Алексей Корнев 24:52.1 (4) 2. Вадим Филимонов +8.2 (2) 3. Михаил Боярских +9.7 (2) 4. Евгений Шамеев 5. Евгений Боярских 6. Максим Буртасов Протоколы | 1. Екатерина Шумилова 22:59.8 (2) 2. Анастасия Морозова +40.5 (3) 3. / Любовь Филимонова +49.1 (0) 4. Анастасия Евсюнина 5. Анастасия Толмачёва 6. Виолетта Закурдаева Протоколы |
| Командная гонка Уфа 1. 28 января 2017 Мужчины: 10 км 2. 28 января 2017 Женщины: 7,5 км     | 1. ХМАО-1 27:00.4 (2) (Иван Томилов, Евгений Боярских, Михаил Боярских, Алексей Корнев) 2. Башкортостан-1 +39.1 (1) (Эдуард Мустафин, Валентин Михайлов, Виталий Кабардин, Александр Бабчин) 3. Санкт-Петербург +1:39.5 (3) (Ярослав Костюков, Михаил Бибиков, Павел Магазеев, Александр Огарков) Протоколы                                                   | 1. ХМАО 26:18.7 (2) (Кристина Смирнова, Анастасия Морозова, Екатерина Шумилова, Алёна Ильиных) 2. Новосибирская область +35.8 (4) (Галина Нечкасова, Александра Алексешникова, Анна Сураева, Анастасия Евсюнина) 3. ЯНАО +45.7 (2) (Наталья Маковеева, Любовь Филимонова, Елена Баданина, Екатерина Муралеева) Протоколы                                                               |
| Патрульная гонка Новосибирск 1. 8 марта 2017 Мужчины: 25 км 2. 8 марта 2017 Женщины: 20 км | 1. ХМАО 1:08:41.8 (1) (Ярослав Иванов, Михаил Боярских, Сергей Караулов, Евгений Боярских, Иван Томилов) 2. Новосибирская область-1 +17.9 (2) (Максим Буртасов, Александр Веприк, Максим Гаевой, Илья Никифоров, Сергей Максимцов) 3. Тюменская область +2:23.7 (4) (Дмитрий Елхин, Иван Печёнкин, Илья Серков, Евгений Идинов, Александр Мингалёв) Протоколы | 1. ХМАО 1:02:59.1 (0) (Анастасия Морозова, Кристина Смирнова, Алёна Ильиных, Надежда Ефремова, Инна Смирнова) 2. Красноярский край +2:20.3 (4) (Ольга Якушова, Маргарита Васильева, Ольга Филиппова, Наталья Гербулова, Виолетта Закурдаева) 3. Новосибирская область +3:26.2 (4) (Людмила Шишкина, Александра Алексешникова, Яна Бабушкина, Лейсан Бикташева, Анна Сураева) Протоколы |
| Спринт Уват 1. 25 марта 2017 Мужчины: 10 км 2. 25 марта 2017 Женщины: 7,5 км               | 1. / Алексей Слепов 24:29.6 (0) 2. Юрий Шопин +15.2 (0) 3. Евгений Гараничев +19.8 (1) 4. Семён Сучилов 5. Матвей Елисеев 6. Сергей Клячин Протоколы | 1. Светлана Миронова 22:07.5 (1) 2. Дарья Виролайнен +13.3 (1) 3. Ирина Услугина +33.4 (0) 4. Виктория Сливко 5. Анастасия Загоруйко 6. / Анна Никулина Протоколы |
| Гонка преследования Уват 1. 26 марта 2017 Мужчины: 12,5 км 2. 26 марта 2017 Женщины: 10 км | 1. Евгений Гараничев 34:31.6 (0) 2. Семён Сучилов +37.8 (2) 3. Антон Бабиков +44.1 (1) 4. Александр Логинов 5. / Алексей Слепов 6. Юрий Шопин Протоколы | 1. Светлана Миронова 33:01.6 (5) 2. Анастасия Загоруйко +6.2 (1) 3. Ирина Услугина +15.9 (2) 4. Лариса Куклина 5. Дарья Виролайнен 6. Виктория Сливко Протоколы |
| Индивидуальная гонка Уват 1. 28 марта 2017 Мужчины: 20 км 2. 28 марта 2017 Женщины: 15 км  | 1. / Алексей Слепов 50:40.4 (3) 2. / Павел Магазеев +4.4 (1) 3. / Евгений Петров +1:09.7 (1) 4. Семён Сучилов 5. Сергей Клячин 6. / Сергей Максимцов Протоколы | 1. Ирина Услугина 45:34.0 (0) 2. Тамара Воронина +1:01.5 (0) 3. Лариса Куклина +2:03.0 (1) 4. Маргарита Васильева 5. Светлана Бочкарёва 6. Анастасия Загоруйко Протоколы |
| Одиночная смешанная эстафета Уват 1. 29 марта 2017 Женщины: 6 км Мужчины: 7,5 км           | 1. Санкт-Петербург 45:10.8 (0+5) (Екатерина Юрлова, Алексей Слепов) 2. ЯНАО +26.7 (0+7) (Лариса Куклина, Рустам Каюмов) 3. Тюменская область-2 +33.2 (0+7) (Ольга Шестерикова, Евгений Идинов) Протоколы | 1. Санкт-Петербург 45:10.8 (0+5) (Екатерина Юрлова, Алексей Слепов) 2. ЯНАО +26.7 (0+7) (Лариса Куклина, Рустам Каюмов) 3. Тюменская область-2 +33.2 (0+7) (Ольга Шестерикова, Евгений Идинов) Протоколы |
| Смешанная эстафета Уват 1. 29 марта 2017 Женщины: 2x6 км Мужчины: 2x7.5 км                 | 1. Красноярский край-1 1:20:57.2 (0+5) (Ольга Филиппова, Маргарита Васильева, Тимур Махамбетов, Сергей Корастылёв) 2. Тюменская область-2 +38.8 (0+9) (Виктория Сливко, Анастасия Загоруйко, Илья Серков, Дмитрий Елхин) 3. ХМАО-1 +58.4 (2+12) (Дарья Виролайнен, Екатерина Шумилова, Алексей Корнев, Семён Сучилов) Протоколы                               | 1. Красноярский край-1 1:20:57.2 (0+5) (Ольга Филиппова, Маргарита Васильева, Тимур Махамбетов, Сергей Корастылёв) 2. Тюменская область-2 +38.8 (0+9) (Виктория Сливко, Анастасия Загоруйко, Илья Серков, Дмитрий Елхин) 3. ХМАО-1 +58.4 (2+12) (Дарья Виролайнен, Екатерина Шумилова, Алексей Корнев, Семён Сучилов) Протоколы                                                        |
| Эстафета Тюмень 1. 1 апреля 2017 Мужчины: 4x7,5 км 2. 2 апреля 2017 Женщины: 4x6 км        | 1. ХМАО-2 1:13:35.5 (0+5) (Ярослав Иванов, Михаил Боярских, Вадим Филимонов, Алексей Волков) 2. ХМАО-1 +13.3 (0+9) (Дмитрий Иванов, Алексей Корнев, Евгений Боярских, Семён Сучилов) 3. Тюменская область-1 +1:11.5 (1+12) (Дмитрий Елхин, Александр Логинов, Илья Серков, Евгений Гараничев) Протоколы                                                       | 1. Красноярский край 1:13:11.9 (0+13) (Виолетта Закурдаева, Ольга Якушова, Ольга Филиппова, Маргарита Васильева) 2. Удмуртия +30.1 (1+10) (Светлана Бочкарёва, Алёна Иванова, Ульяна Кайшева, Валентина Телицына) 3. ХМАО-2 +57.7 (2+16) (Анастасия Морозова, Кристина Резцова, Надежда Ефремова, Светлана Слепцова) Протоколы                                                         |
| Масс-старт Тюмень 1. 2 апреля 2017 Мужчины: 15 км 2. 1 апреля 2017 Женщины: 12,5 км        | 1. Евгений Гараничев 38:09.8 (3) 2. Пётр Пащенко +14.6 (1) 3. Александр Логинов +34.4 (4) 4. Алексей Волков 5. Александр Поварницын 6. Сергей Клячин Протоколы | 1. Екатерина Юрлова 35:09.6 (0) 2. Ирина Услугина +20.7 (1) 3. Светлана Миронова +31.4 (4) 4. Кристина Резцова 5. Виктория Сливко 6. Галина Нечкасова Протоколы |
| Суперспринт Тюмень 1. 7 апреля 2017 Мужчины: 6 км 2. 7 апреля 2017 Женщины: 4 км           | 1. Вадим Филимонов 17:02.0 (3) 2. Дмитрий Шамаев +0.2 (2) 3. Пётр Пащенко +0.3 (3) 4. Александр Чернышов 5. Семён Сучилов 6. Александр Бабчин Протоколы | 1. Виктория Сливко 14:58.7 (1) 2. Ольга Шестерикова +14.1 (2) 3. Анастасия Толмачёва +19.6 (2) 4. / Любовь Филимонова 5. Анастасия Загоруйко 6. Ирина Кручинкина Протоколы |
| Марафон Тюмень 1. 9 апреля 2017 Мужчины: 40 км 2. 10 апреля 2017 Женщины: 30 км            | 1. Семён Сучилов 56:15.2 (3) 2. Алексей Корнев +1:33.6 (3) 3. Виталий Кабардин +1:34.5 (4) 4. Максим Буртасов 5. Алексей Петров 6. Дмитрий Иванов Протоколы | 1. Екатерина Зубова 46:42.4 (2) 2. Елена Баданина +3.5 (2) 3. Анастасия Толмачёва +55.5 (4) 4. Елена Чиркова 5. / Любовь Филимонова 6. Екатерина Абрамова Протоколы |